# Lijst van Luxemburgse autosnelwegen

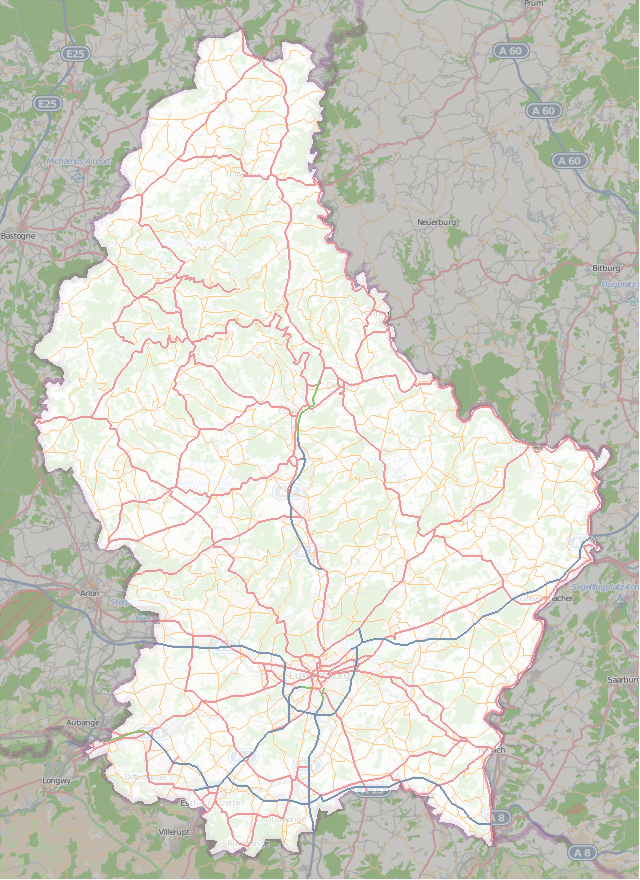
Wegenkaart van Luxemburg
A-wegen
B-wegen
N-wegen
CR-wegen

In Luxemburg zijn er zes autosnelwegen (Autobunnen/autoroutes/Autobahnen). Deze hebben een totale lengte van 147 kilometer. Dit is voor een land van deze grootte relatief hoog.
De maximumsnelheid op Luxemburgse autosnelwegen bedraagt onder normale omstandigheden 130 km/uur, en bij slechte weersomstandigheden 110 km/uur. De bewegwijzering is wit-op-blauw letters in tegenstelling tot de niet-autosnelwegen die zwart-op-geel zijn bewegwijzerd. Bevestigingsborden met kilometeraanduidingen ('afstandsborden') ontbreken geheel.
Drie van deze snelwegen hebben een voor- en/of nagedeelte wat aangeduid wordt als B-weg. Op deze B-wegen die vaak binnen de bebouwde kom liggen gelden een plaatselijke snelheid (50 of 70 km/h).
| Weg | B-weg | Begin     | Via                           | Eind                | Lengte (km) | Eerste openstelling | Laatste openstelling |
| --- | ----- | --------- | ----------------------------- | ------------------- | ----------- | ------------------- | -------------------- |
| A1  |       | Luxemburg | Kirchberg, Flaxweiler         | A64 (D)             | 37,1        | 1969                | 1996                 |
| A3  | B3    | Luxemburg | Bettembourg, Dudelange        | A31 (F)             | 13,2        | 1978                | 1995                 |
| A4  | B4B40 | Luxemburg | Leudelange, Esch-sur-Alzette  | D326 (F)            | 16,4        | 1969                | 2017 (2019 planning) |
| A6  |       | Luxemburg | Strassen, Capellen, Steinfort | A4 (B)              | 20,1        | 1976                | 1982                 |
| A7  | B7    | Luxemburg | Mersch                        | Erpeldange-sur-Sûre | 17,2        | 1989                | 2015                 |
| A13 |       | Pétange   | Bettembourg, Schengen         | A8 (D)              | 42,4        | 1990                | 2003                 |

A1 ·
A3 ·
A4 ·
A6 ·
A7 ·
A13
B-Wegen
B3 ·
B4 ·
B7 ·
B40